# Mimosa brevipinna
Mimosa brevipinna är en ärtväxtart som beskrevs av George Bentham. Mimosa brevipinna ingår i släktet mimosor, och familjen ärtväxter. Inga underarter finns listade i Catalogue of Life.